# Sphingonotus diadematus
Sphingonotus diadematus är en insektsart som beskrevs av Vosseler 1902. Sphingonotus diadematus ingår i släktet Sphingonotus och familjen gräshoppor. Inga underarter finns listade i Catalogue of Life.